# 名曲喫茶クラシック
名曲喫茶クラシック（めいきょくきっさクラシック）とは、東京都中野区に存在した名曲喫茶である（–2005年1月）。

## 概要
クラシック音楽を店内で流していた喫茶店で、コーヒー1杯で何時間でも過ごすことができた。7000枚のSP、2万枚のLPを所蔵しており、チョークで黒板に曲目を書くことで、リクエストが可能であった。

## 歴史
1908年に熊本県に生まれた美作七朗は、もともと画家であり、美術の教師をしていたが、さらなる絵画の勉強を志し単身上京した。上京後の七朗は、銀座にあった「ダット」という喫茶店で友人たちとよく芸術談義に花を咲かせていたが、金のない学生が長時間粘るということで店側には嫌な顔をされていた。そこで1930年、仲間が気兼ねなく集まれる場所を作ろうと思い立った七朗は、高円寺に名曲喫茶「ルネッサンス」を開いた。店の稼ぎだけでは生活できなかったので都庁に就職し、その稼ぎを店に使った。戦時中は店名を「古典」と変えて営業したが、経営が厳しくなり一時休業した。1940年の空襲により店は焼失したが、別の場所に保管してあったレコードは無事であった。七朗は1943年に都庁を退職し、1945年には店を中野へ移して「クラシック」の名で再び店を開いた。戦後の混乱でコーヒーが手に入らなかった時期は、日本茶と干し柿を出したり、学生運動の時期には学生たちの議論・喧嘩の場になったりした。また、七朗はブロック積みや左官作業などを大工たちとともにこなし、1964年には3階にアトリエを造った。七朗は1989年に死去したが、一人娘の良子が店を継いだ。独身だった良子には後継者がいなかったため、良子の死後、2005年1月に閉店した。

## 外装
中野北口のショッピング・アーケードと中野サンプラザに抜ける道の間に挟まれた横丁にあり、商業ビルに囲まれていた。
建物は三階建の木造建築であり、南欧風の白壁に、スレート屋根風の外観で、上方には船の舵輪や時計などが飾られていた。また、入口脇には「60年かわらないコーヒーです」という札書きがあった。建物自体は1916年に造られたもので、クラシックの前にも喫茶店が入っていた。

## 内装
暗い店内の中央には吹き抜けがあり、オレンジ色のランプに照らされた2階は回廊式の談話室兼、七朗のアトリエであったため、じっくり聴きたい客は1階へ、おしゃべりをしたい人は2階へと自然と分かれていった。木製のテーブルにはレザーの椅子が並べられ、壁には七朗のジャケットとハンチング帽と共に、七朗作の油絵、さらには世界中を旅して集めた数多くの時計がかけられていた。なお床は木とレンガでできていて、2階の床は傾いていた。客たちもこれらの内装に愛着を抱いており、七朗の娘の良子が大工を呼んで店の手直しをしたり、また店のランプや時計、人形などのホコリを拭き取ったりすると苦言を呈した。
七朗は安い喫茶店を実現するべく、「貧乏器用」を掲げて店内の様々なものを自作した。レンガの床や間仕切りにストーブ、さらにはスピーカーボックスから真空管アンプまで自分で作っていた。なお、ビクターの古いポスターを真似て自作した蓄音機のラッパ部分は洗面器で、竹の針を使ってSPレコードを聞かせていた。七朗は「金針だと100回以上かけると音が汚くなる」と語っており、ほうきの枝などに使われる真竹を三角形に切って椿油につけておいたものを針として用いた。この響きに惹かれ、かけて欲しいレコードを持参する者もいた。また、店の音響に興味を持った客には、真空管アンプの作り方やスピーカーの組み立て方を教えた。
なお、店内には猫が住み着いており、ソファの下で子どもを産んだこともあった。

## メニュー
メニューはコーヒー、紅茶、ジュースのみで、食券制であった。創業当時から変わらぬサントスとモカのブレンドコーヒーは、色が濃くアクも強かったことから、タバコの銘柄になぞらえて「ハイライトコーヒー」と呼ばれていた。また、ジュースは粉末ジュースであった。食べ物は提供していなかったが、持ち込みは自由であった。七朗は「インテリは本や映画にお金を使うので、高いコーヒーは飲めない」と語っており、音楽を本当に聴きに来る客を集めるために安価な値段設定としつつ、「金持ちも貧乏人も共に音楽と会話を楽しめる店」を理想としていた。1987年には年間の売り上げが最低となり、さらには地価高騰による赤字に苦しんだが、値上げはしなかった。この時の取材に対し七朗は「平日だと100杯も出ない。前の石油危機の時は、世の中と逆に、売り上げが増えたのに」と語った。
1つあたり6円で譲り受けていたマヨネーズの蓋をミルク入れとして、さらには1つあたり10円で譲り受けていたワンカップ大関の瓶をグラスとして使用していた。また、置きタバコは七朗が好んだ「わかば」のみであった。
なお、1日あたりの来客数は100人を目標としていたが、1989年時点で七朗は「昔は雨の日は満員だったが今はガラガラ」と述べている。
| 時期       | 値段     | 値段       | 値段       | 備考 |
| 時期       | コーヒー | 紅茶       | ジュース   | 備考 |
| ---------- | -------- | ---------- | ---------- | --- |
| 開店当初   | 各10銭   | 各10銭     | 各10銭     | |
| 不明       | 30円     |            |            | 1972年執筆のエッセイによる。 |
| 不明       | 150円    | 記載なし。 | 記載なし。 | 「当時の平均の半額以下」とされた。 |
| 1987年9月  | 160円    | 150円      | 170円      | |
| 1987年12月 | 170円    |            |            | 「いまは、話題の『安売りコーヒー』の150円より20円だけ高いものの、平均的な店のほぼ半額」「名曲喫茶に限ると、最近は1杯500円の”高級店”もぼつぼつ」と説明されている。 |
| 1989年1月  | 170円    | 150円      | 170円      | |
| 1989年2月  | 170円    | 150円      | 170円      | |
| 1991年12月 | 各250円  | 各250円    | 各250円    | |
| 1994年12月 | 300円    | 記載なし。 | 記載なし。 | |
| 1995年2月  | 300円    | 記載なし。 | 記載なし。 | |
| 1995年7月  | 各300円  | 各300円    | 各300円    | |
| 1997年3月  | 300円    | 記載なし。 | 記載なし。 | 「これでは採算が合うはずもない」と書かれている。 |
| 1999年1月  | 各350円  | 各350円    | 各350円    | |

## 著名な常連客
- 安部公房[2]
- 三木卓[2]
- 五木寛之 - 『風に吹かれて』収録のエッセイ「私たちの夜の大学」では〈K〉の名でクラシックを登場させた[2][22]。五木はクラシックにて初めてプロコフィエフの『キージェ中尉』を聴き、埴輪雄高が著した『不合理ゆえに吾信ず』という本を教えられた[22]。
- 井伏鱒二[11]
- 園子温 - 映画『部屋』ではクラシックを撮影場所として利用した[5][23]。
- 大槻ケンヂ[5][24] - 1994年9月15日から10月16日にかけて東京ファッション協会が銀座で主催した写真展「私の好きな東京」において、日本大学有志が撮影したクラシックの写真を推薦した[25]。
- 川崎彰彦 - 従業員の女性と結婚した[26]。

## 影響
名曲喫茶ヴィオロン、名曲喫茶ルネッサンス、名曲喫茶でんえんはクラシックから影響を受けている。

### 名曲喫茶ヴィオロン

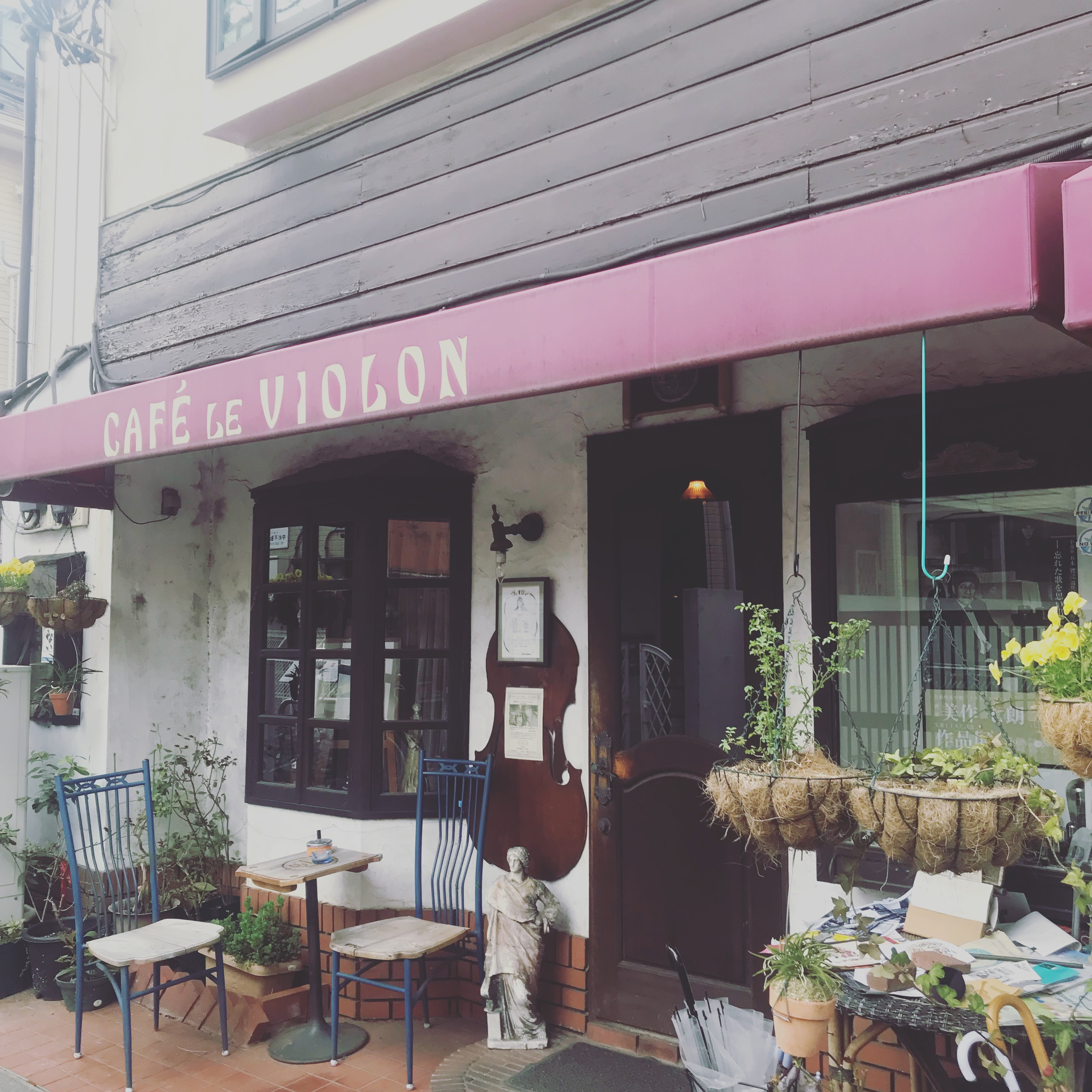
名曲喫茶ヴィオロン

電気街秋葉原での就職を目指し、佐賀県から家出同然で上京した高校生の寺元健治は、1969年よりクラシックに通い始め、同じ九州出身の七朗と交流を深めた。その後クラシックの片隅に居候し始め、朝昼晩の食事も七朗から提供される中で、店のアンプやスピーカーを修繕したり造ったりした。ただ、「店員は全員女性」と決まっていたため、寺元は店員にはならなかった。七朗の勧めに従って大学に進学した寺元は、卒業間際にはヨーロッパを旅して様々なコンサートホールを周り、耳を鍛えた。帰国後は就職をするも、やはり七朗の勧めに従い、1980年、27歳の時に名曲喫茶ヴィオロンを阿佐ヶ谷に開いた。店内では七朗がデザインしたマッチが使われているほか、七朗が描いた油絵が飾られている。また、クラシックと同様、食べ物の持ち込みを許可している。ヴィオロンを開いて以降も、定休日には互いの店に顔を出し合った。
クラシックが閉店した際には、店内の一部をヴィオロンに移築し、壁掛けやランプ、椅子を一番奥の席に設置した。なお、その椅子は、#寺元がクラシックで初めて座った椅子であった。

### 名曲喫茶ルネッサンス

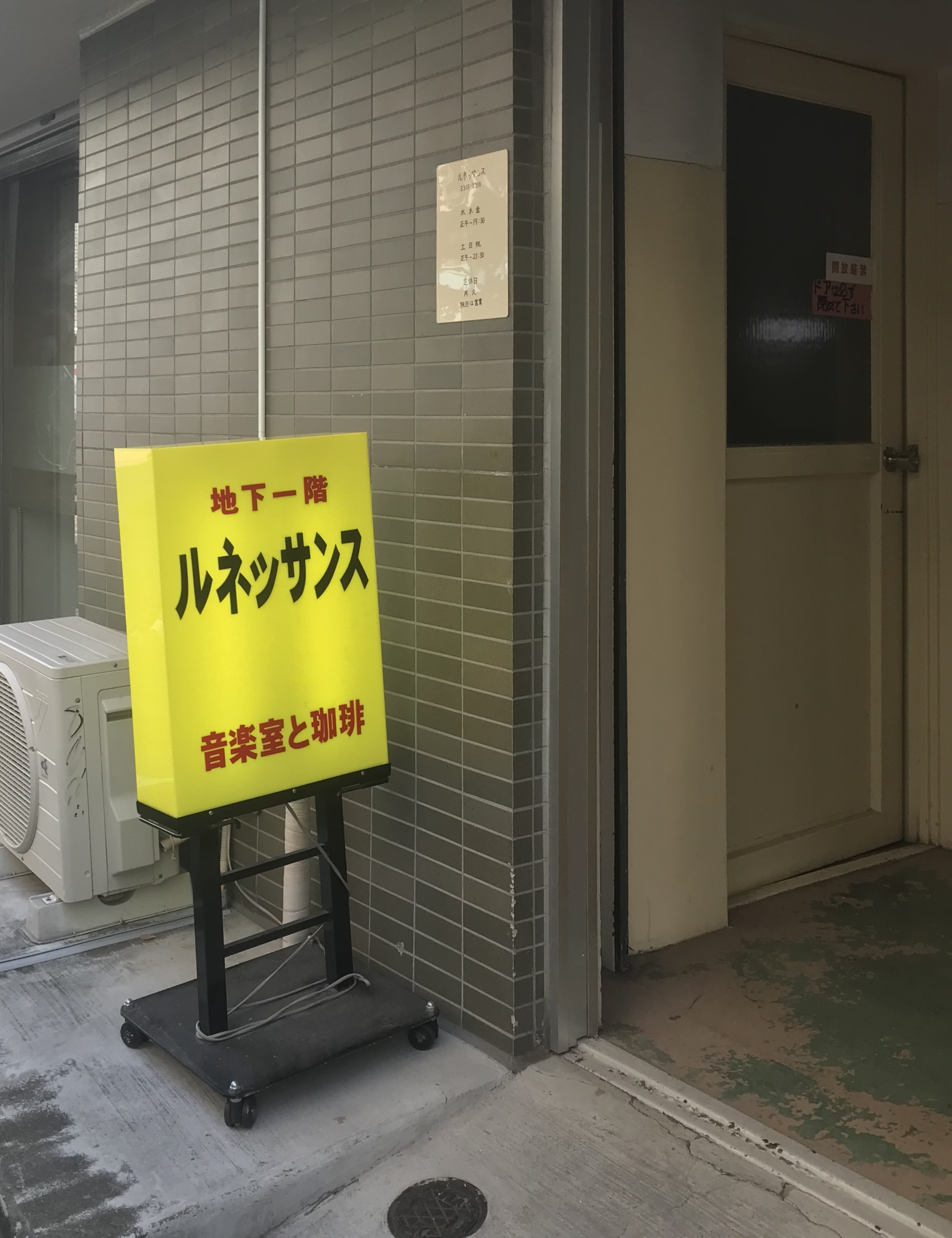
名曲喫茶ルネッサンス

名曲喫茶ルネッサンスは、クラシックの閉店後にレコードや調度品を預かっていた従業員の#檜山真紀子と#岡部雅子が、それらをもとにして2007年に高円寺に開いた店である。真空管アンプこそ長時間使えるように買い替えたものの、什器やレコードはクラシックのものを利用している。なお「ルネッサンス」は、クラシックが当初高円寺にあった時の名称である。
ヴィオロンと同様、店内には七朗の作品が点在しており、七朗作の絵画や美作親子のポートレートが飾られているほか、七朗作のザルを使った照明が用いられている。また、作品の展示以外にもクラシックの影響は垣間見られ、ワンフロアの店内にあえて段差を設けることで、二階建てであったクラシックをイメージしているほか、クラシックのルールを踏襲して、注文は入り口で行うシステムを採用しつつ、会話および食事の持ち込みを許可している（飲み物の持ち込みは不可）。さらには、クラシックで使われていたリクエスト用の黒板とレコードリスト、そして手書きのメニューもそのまま利用している。
なお、クラシックの作品だけでなく、借金も丸ごと引き継ぎ完済している。

### 名曲喫茶でんえん
店主と友人であった七郎は、名曲喫茶でんえんの内装デザインを手がけた。また、音響装置も店主とともに作成した。

### 美作七朗作品展
2017年9月8日から2018年3月25日にかけて、美作七朗の生誕110周年を記念した作品展が名曲喫茶#ヴィオロン、名曲喫茶#ルネッサンス、名曲喫茶#でんえんの3店で同時開催された。株式会社山中修復工房の山中和人がプロデュースを担当し、絵葉書と中野クラシックのDVDが販売された。また、この作品展に向けて#ヴィオロンの#寺元は、七朗の作品に少しずつ修繕の手を加えていった。

### 美作七朗作品集
美作七朗の没後30年を記念して『美作七朗作品集1907〜1989』が出版された。美術ライターの水上睦男は本書について以下のように評している。

## 営業時間
- 12:00~21:30 （月曜定休）[2]

- 冷房代を節約するために8月は休業していた[7]。

### 注
1. ↑  以前は1つあたり100円以上した金属製のミルク入れを用いていたが、2階で無くなる事態が多発したため、マヨネーズの蓋に変更した[17]。ただし、2004年時点の記事では、このマヨネーズの蓋は使われていない[21]。
2. ↑  この記事の執筆は2011年時点。
3. ↑  年間売り上げは1987年に最低に落ち込む[20]。

## 関連資料
本文の脚注に未使用。
店名順
- 「冬の旅」編集委員会 編『冬の旅 : 名曲喫茶「ウィーン」30周年記念誌』名曲喫茶、1991年。CRID : 1130000797308934400。
- 美作 七朗『美作七朗作品集』名曲喫茶「ヴィオロン」、2019年。CRID : 1130566852860243200。
- 「杉並で音楽にひたる名曲喫茶・ライブスポット案内 名曲喫茶ヴィオロン 名曲喫茶ミニヨン Jazz bar「クラヴィーア」 JIROKICHI Jazz bar 「MANHATTAN」 20000VOLT」『東京人』第21巻第2号、都市出版、2006年1月、59-61頁、ISSN 0912-0173。CRID : 1520010380801163904
- 宮本 英世『ショパンを好きな理由 : 名曲喫茶より愛をこめて』音楽之友社、1994年。ISBN 4276211654、CRID : 1130000796291750912。
- 宮本 英世『クラシックよ永遠に : 名曲喫茶「ショパン」店主の追憶』朝日クリエ〈朝日クリエライブラリー〉、2011年。ISBN 9784903623207、CRID : 1130000798100766080。
- 新保 祐司（発言者）（著）、西部邁事務所（編）「（7）国のさヽやき 名曲喫茶「ライオン」というトポス」『音楽手帖』第70号、秀明出版会、2000年2月、90-93頁、ISSN 1343-523X。CRID : 1523669555603111808
- 稲葉 佳子「名曲喫茶〈らんぶる〉の時代 : 『台湾人の歌舞伎町』後日談」『Scripta』第12巻第4号、紀伊國屋書店出版部、2018年、48-53頁。CRID : 1523388080466846592。

総論
発行年順。
- 鍵谷 幸信「音とデイトするコーヒ---名曲喫茶とジャズ喫茶」『ユリイカ』第19巻第4号、青土社、1987年4月、210-219頁、ISSN 1342-5641。 CRID : 1521980705449598208
- 宮本 英世「〈音楽深邃〉名曲喫茶の片隅から」『紫明』第5巻、紫明の会、1999年10月、71-75頁。 CRID : 1520854805234181760
- 髙山 俊昭「（8）名曲喫茶にみる日本の事情」『音楽文化の創造 : cmc : 音楽文化と生涯学習の総合情報・研究誌』第32巻、音楽文化創造、2004年、56-59頁。CRID : 1521136280963369216
- 森田 信一「ジャズ喫茶・名曲喫茶」『音楽文化の創造 : cmc : 音楽文化と生涯学習の総合情報・研究誌』第56巻、音楽文化創 造、2010年、22-25頁。CRID : 1523388080060337664
- 「ダラトの名曲喫茶"カフェ トゥン"」『日本ベトナム経済交流ニュース』第197号、日本ベトナム経済交流センター、2010年6月、38-40頁、ISSN 1884-7153。CRID : 1520291854871758464
- 渡辺 裕（著）、サントリー文化財団・アステイオン編集委員会（編）『アステイオン = Αστειον』第82号、CCCメディアハウス、2015年、206-209頁。
  - 「社会教育施設としての名曲喫茶 」CRID : 1010282257218089621（p.82）
  - 「名曲喫茶という社会教育施設」CIRD : 1521417753447211776（pp.206-209）。
- 牧野 伊三夫「東京の名曲喫茶」『本の窓』第41巻第3号、小学館、2018年、24-27頁、ISSN 0289-2901。CRID : 1523388080973569792
- Webマガジン「Ontomo」 編『名曲喫茶探訪 : 音楽と出会う場所へ』音楽之友社〈Ontomo mook〉、2022年。ISBN 9784276963528、CRID : 1130294629742716040。